# Провулок Дев'ятого Травня
Прову́лок 9-го Тра́вня — зниклий провулок, що існував у Ленінградському районі (нині — Святошинський) міста Києва, місцевість Михайлівська Борщагівка. Пролягав від вулиці 9-го Травня.

## Історія
Виник у першій половині ХХ століття, мав назву провулок 1-го Травня. Назву провулок 9-го Травня набув 1974 року. 
Ліквідований у 1980-х роках під час часткового знесення старої забудови селища Михайлівська Борщагівка та будівництва промислових споруд.